# Попов, Владимир Фёдорович (писатель)
Влади́мир Фёдорович Попо́в (1907—2001) — инженер-металлург, русский советский писатель. Лауреат Сталинской премии второй степени (1949).

## Биография
В. Ф. Попов родился 15 (28) июля 1907 года в Харькове в семье служащего.
Потом семья переезжает в город Сулин (ныне Красный Сулин Ростовской области), где на Володю, бывшего ещё 10-летним ребёнком, произвела неизгладимое впечатление работа Сулинского металлургического завода. Позднее семья переехала в Новочеркасск, где Владимир учился в школе.
После окончания средней школы начал свой трудовой путь подсобным рабочим мартеновского цеха Сулинского металлургического завода. С 1929 года работал на металлургических заводах Дальнего Востока, затем Донбасса.
В 1938 году заочно окончил Донецкий индустриальный институт и получил диплом инженера-металлурга после чего работал инженером на Енакиевском металлургическом заводе, где и встретил Великую Отечественную войну в должности заместителя начальника мартеновского цеха.
В годы войны вместе с заводом был в эвакуации на Урале, где стал начальником мартеновского цеха, после чего возвратился в освобождённый Донбасс.
После Великой Отечественной войны Попов начинает писать свои первые произведения. В одной из бесед с читателями Владимир Фёдорович признался, что долго откладывал намерения стать писателем, пока не получил «эмоциональный заряд огромной силы» на Енакиевском металлургическом заводе ночью 1941 года: «Огни в Донбассе погасли. Фашистские самолёты искали мишени для бомбёжки и для обстрелов. А металлургический завод — мишень великолепная: никуда не спрячешь ковш с жидким чугуном, не скроешь пылающее зарево плавки… И всё же люди стояли у домен, мартенов, прокатных станов, ни на минуту не прерывая работу. Они не могли не восхищаться своим мужеством… Они наполняли душу благовением».
Является Почётным гражданином города Енакиево.
В. Ф. Попов умер в 2001 году. Похоронен в Москве в колумбарии Ваганьковского кладбища.
Жена — драматург Елена Яковлевна Попова-Ленская (1923—2002).

## Творчество
В своём творчестве обращается к теме рабочего класса. Его основные черты — знание жизни и психологии рабочих, инженеров, ощущение красоты и поэзии труда металлургов, умение показать, как закаляется характер рабочего человека.
Основываясь на собственном жизненном опыте, Попов описал в романе «Сталь и шлак» (1948) перемещение на Восток металлургического предприятия и партизанскую деятельность оставшихся, причём он особенно старался подчеркнуть значение партии, благотворную роль её руководителей в преодолении трудностей. Сам Сталин становится у Попова символическим сталеваром, сплавляющим воедино весь советский народ.
В 1949 году роман «Сталь и шлак» был удостоен Государственной (Сталинской) премии 2-й степени, в последующем многократно переиздавался в СССР и за границей. Он был издан во всех социалистических странах Запада и Востока, из капиталистических — в Швеции, Индии. Роман был переведён на немецкий, английский, французский, польский, чешский, словацкий, румынский, болгарский языки и даже на хинди.
Продолжением романа «Сталь и шлак» явился роман «Закипела сталь» (1955), ставший вторым романом дилогии, в котором прослеживаются судьбы тех же героев по обе стороны фронта, вплоть до освобождения Донбасса.
Впоследствии В. Ф. Попов переключился на жанр документальной прозы:
Страницы моей документальной прозы посвящены людям самых разных профессий. Рабочий, открывший новый метод сварки, фабзавучник, сказавший новое слово в технике, слепой конструктор, создавший первоклассное спортивное оружие, профессор-металловед, сделавший открытие в биологии. Но всех их объединяет одно: они ищут новое, борются за новое, утверждают новое, они из той благородной породы одержимых, которые ускоряют технический прогресс.
Этих людей В. Ф. Попов называет искателями. Им был написан ряд очерков о людях труда, которые выходили как самостоятельные издания, а большинство из которых были объединены в сборник, который автор назвал «Люди, которых я люблю» (1964).
В конце 1960-х Попов вновь вернулся к художественной литературе на тему металлургии. Его роман «Обретёшь в бою», также посвящённый металлургам, был удостоен премии Всесоюзного конкурса на лучшее произведение о рабочем классе к 100-летию со дня рождения В. И. Ленина.
По одноимённому роману В. Ф. Попова снят пятисерийный художественный телефильм «Обретёшь в бою» (1975), а по мотивам романа «И это называется будни…» — телефильм «Сегодня и завтра» (1979).

### Сочинения
романы
- «Сталь и шлак» (1948)
- «Закипела сталь» (1955)
- «Разорванный круг» (1966)[8]
- «Обретёшь в бою» (1969)
- «И это называется будни…» (1973)
- «Тихая заводь» (1980)

другие
- «Испытание огнём» (1958) — документальная повесть[9]
- «Романтическая профессия» (1955) — очерк
- «Возмутители спокойствия» (1961)[10]
- «Его величество рабочий класс» (1961) — очерк о Герое Социалистического Труда сталеваре Кузнецкого металлургического комбината М. М. Привалове[11]
- «Дочери; Без свидетелей» (1963) — сборник рассказов[12]
- «Продолжение подвига» (1963) — очерки о людях Кузнецкого металлургического комбината[13]
- «Рабочий командир Василий Сивилев» (1963)[14]
- «Счастье трудовых дорог» (1963) — очерк о Герое Социалистического Труда металлурге Макеевского металлургического комбината М. М. Привалове[15]
- «Люди, которых я люблю» (1964) — сборник документальных повестей о новаторах.[16]
- «С открытым забралом» (1973) — пьеса в 3-х действиях[17]
- «Высшее счастье» (1981) — пьеса по роману «Тихая заводь»[18]

## Награды и премии
- Медаль «За доблестный труд в Великой Отечественной войне 1941—1945 гг.»
- Сталинская премия второй степени (1949) — за роман «Сталь и шлак» (1948).[19]
- Премия Всесоюзного конкурса на лучшее произведение о рабочем классе к 100-летию со дня рождения В. И. Ленина — за роман «Обретёшь в бою» (1969).
- Почётный гражданин города Енакиево.